# Prozessbürgschaft
Die Prozessbürgschaft dient sowohl der Ermöglichung als auch der Verhinderung der vorläufigen Vollstreckbarkeit eines Urteils. Einerseits werden auf diese Weise künftige Schadensersatzansprüche des Schuldners nach § 717 Absatz 2 ZPO gesichert, andererseits titulierte Vollstreckungsrechte des Gläubigers nebst Zinsen und Kosten (Sicherungszwecke). 
Die Prozessbürgschaft ist typischerweise akzessorisch.

## Allgemeines
Die Prozessbürgschaft ist ein Instrumentarium des Zivilprozesses und beeinflusst dort die vorläufige Vollstreckbarkeit von Urteilen. Will eine Partei die Vollstreckung ermöglichen oder aber verhindern, so hat sie Sicherheit zu leisten. Die Sicherheitsleistung dient dazu, die gegnerische Partei vor drohenden oder möglichen finanziellen Schäden zu bewahren, etwa ein bestehendes Rückforderungsrisiko oder gar Insolvenz des Gegners.
Vollstreckt werden kann, wenn die Rechtsmittelfrist abgelaufen ist und das Urteil formell rechtskräftig (§ 705 ZPO), zumindest für vorläufig vollstreckbar erklärt worden (§§ 708 ff. ZPO) ist. Vornehmlich sind Leistungsurteile vollstreckbar, nicht dagegen Gestaltungs- oder Feststellungsurteile. Prozessbürgschaften sind im Rahmen der §§ 707, 709 ff., 732 Abs. 2, 766, 769 ff., 108 ZPO möglich.
Der Prozessbürge ist nicht in die Interessenslage der Prozessparteien involviert, anerkennt das Prozessergebnis allerdings stillschweigend und verzichtet auf Einwendungen für und wider die Hauptschuld. Den Gerichtsvollzieher interessiert die Bürgschaftsurkunde, weniger der Bürgschaftsvertrag, §§ 75, 775 f. ZPO. Den Gläubiger interessiert für Belangungszwecke (beispielsweise eines Kreditinstituts) hingegen der Bürgschaftsvertrag, § 765 BGB iVm § 350 HGB.

## Rechtsfragen
Bei der Bestellung einer prozessualen Sicherheit kann das Gericht gemäß § 108 Abs. 1 ZPO nach freiem Ermessen bestimmen, in welcher Art und Höhe die Sicherheit zu leisten ist. Soweit das Gericht eine Bestimmung nicht getroffen hat und die Parteien nichts anderes vereinbart haben, ist die Sicherheitsleistung durch die schriftliche, unwiderrufliche, unbedingte und unbefristete Bürgschaft eines im Inland zum Geschäftsbetrieb befugten Kreditinstituts oder durch Hinterlegung von Geld oder solchen Wertpapieren zu bewirken, die nach § 234 Abs. 1 und 3 BGB zur Sicherheitsleistung geeignet sind.
Der Inhalt der Prozessbürgschaft kann allgemein nicht bestimmt werden, sondern ist abhängig vom Zweck der Bestellung. Wofür ein Prozessbürge haftet, hängt wesentlich davon ab, zu welchem Zweck die Prozessbürgschaft bestellt worden ist. Dieser ergibt sich aus § 707 Abs. 1 ZPO (einstweilige Einstellung der Zwangsvollstreckung), § 709 ZPO, § 732 Abs. 2 ZPO, § 766 Abs. 1 Satz 2 ZPO, § 769 Abs. 1 ZPO, § 770 Abs. 1 ZPO oder § 771 Abs. 3 ZPO (Drittwiderspruchsklage). Auch die Prozessbürgschaft ist akzessorisch.

## Arten
Die Prozessbürgschaft dient entweder der Durchführung oder der Abwendung einer Zwangsvollstreckung.
- Durchführung der Zwangsvollstreckung: Der Bürge verpflichtet sich dafür einzustehen, dass der im Rahmen einer urteilsbedingten Vollstreckung vom obsiegenden Gläubiger vereinnahmte Geldbetrag wieder an den Schuldner zurückgezahlt wird, wenn letzterer in nächster Instanz gewinnt. Der siegreiche Kläger kann nach Vorliegen dieser Bürgschaft die Zwangsvollstreckung gegen den Beklagten betreiben.
- Abwendung der Zwangsvollstreckung: Der Bürge verpflichtet sich dafür einzustehen, dass der beklagte Schuldner im Falle der Urteilsbestätigung durch die nächste Instanz den im Urteil festgelegten Schuldbetrag zahlt. Der Beklagte kann durch Übergabe dieser Bürgschaft die Zwangsvollstreckung zunächst abwenden, um weitere Rechtsmittel auszuschöpfen. Das Gericht kann bestimmen, dass der Schuldner die Vollstreckung durch Sicherheitsleistung (Bankbürgschaft) abwenden darf, wenn nicht der Gläubiger vor der Vollstreckung Sicherheit leistet (§ 708 Nr. 4 bis 11 ZPO).[8]

Soll die Prozessbürgschaft die vorläufige Vollstreckbarkeit eines Urteils ermöglichen, sichert sie den künftigen Schadenersatzanspruch des Schuldners aus § 717 Abs. 2 ZPO. Soll die Prozessbürgschaft die vorläufige Vollstreckbarkeit verhindern, sichert sie den vollstreckbaren – nicht den materiellen – Anspruch des Gläubigers. Beide Arten dienen der Absicherung des Insolvenzrisikos beim jeweiligen Prozessgegner.

## Folgen und Beendigung
Prozessbürgschaften (Prozessavale) haben eine gerechte Verteilung des Insolvenzrisikos zum Ziel. Der Sicherungszweck liegt nicht in der Sicherung der materiellen Forderung, sondern des Titels.
Durch ein letztlich erlassenes rechtskräftiges Urteil wird die Gefahr eines Vermögensschadens beseitigt. Für die Sicherung durch Prozessbürgschaft besteht kein Grund mehr. Auf Antrag des Gläubigers ordnet das Gericht das Erlöschen einer Prozessbürgschaft gemäß § 715 Abs. 1 und § 109 Abs. 2 ZPO an. Die Bürgschaftsurkunde ist vom ausstellenden Bürgen zurückzugeben. Die Avalprovision für eine Prozessbürgschaft gehört zu den Kosten der Zwangsvollstreckung.